# Vinometer

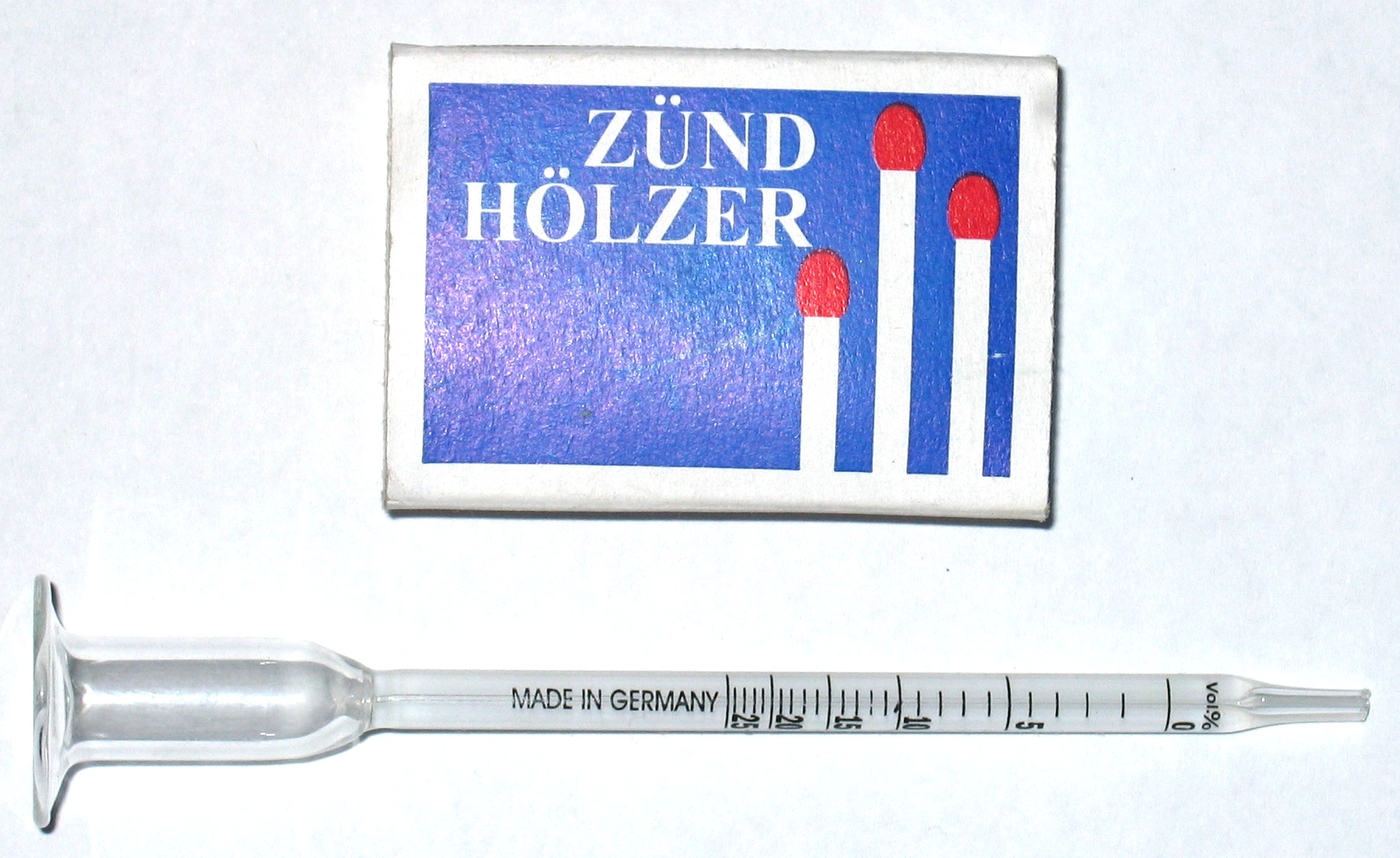
Handelsübliches Vinometer (darüber Streichholzschachtel zum Größenvergleich); links am Vinometer der Trichter, rechts das Reservoir, dazwischen das skalierte Kapillarröhrchen

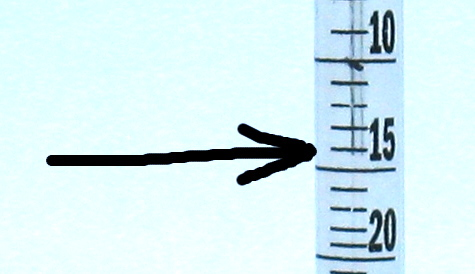
Ablesen des Messergebnisses von einem Vinometer: Die klare Flüssigkeitssäule im Vinometer reicht von unten bis knapp vor die 14 (Pfeil), der gemessene Wein hat also gut 14 Vol-% Alkohol.

Mit einem Vinometer (lateinisch „Weinmessgerät“) kann der Alkoholgehalt von Wein und weinähnlichen Getränken wie Obstwein gemessen und gewöhnlich in Volumenprozent angezeigt werden.
Ein Vinometer besteht aus einem mit einer Skala versehenen, an beiden Enden offenen Röhrchen aus geblasenem Glas. Die Messgenauigkeit liegt bei ca. 0,5 % Vol. bei 20 °C; der Messbereich reicht bis etwa 25 Volumenprozent. Seine Funktionsweise basiert auf der Herabsetzung der Oberflächenspannung des Wassers durch Alkohol sowie dem Kapillareffekt: Demnach wird ein Wasser-Alkohol-Gemisch umso weniger gegen die Schwerkraft in der Kapillare gehalten, je höher der Alkoholanteil ist (= kleinere Oberflächenspannung).
Der Einfluss der Dichte der Flüssigkeit (etwa durch verschiedene Zuckergehalte) wird vernachlässigt.
Zur Anwendung wird etwas Wein in den Trichter des Vinometers geschüttet. Nachdem sich die Kapillare blasenfrei – für moussierende Weine ist ein Vinometer daher ungeeignet – gefüllt hat, wird das Vinometer umgedreht. Nun hält die Kapillarkraft etwas Flüssigkeit im Kapillarröhrchen. Je weniger das ist, desto höher ist der angezeigte Alkoholgehalt. Wird reines Wasser eingefüllt, so bleibt dieses recht hoch in der Kapillare, der angezeigte Alkoholgehalt ist gleich Null.
Diese Methode ist auf ein reines Wasser-Alkohol-Gemisch abgestimmt;  deshalb ist das Ergebnis umso genauer, je mehr die zu testende Flüssigkeit diesem Idealgemisch ähnelt. Bei Wein muss die Gärung vollständig abgeschlossen und der Restzuckergehalt möglichst niedrig sein. Dazu darf er keine Schwebeteilchen (Trubstoffe) enthalten. Die Methode kann Alkoholgehalte größer als ca. 25 % Vol.  nicht mehr genau messen und ist deshalb nicht für Destillate geeignet.
Vinometer ermöglichen die grobe Bestimmung von Alkoholgehalten mit einem billigen Gerät auf schnelle und einfache Weise. Sie werden deshalb auch als „Alkoholschnellmessgeräte“ bezeichnet. Exakte Messungen etwa auf Zehntelprozente sind damit jedoch nicht möglich.